# Alfred Bel
Alfred Bel (Salins-les-Bains, (Jura), 14 de mayo de 1873-Mequinez (protectorado francés de Marruecos) 18 de febrero de 1945) fue un orientalista y arabista francés, director de la Madrasa de Tlemecén de 1905 a 1935.

## Biografía
De orígenes modestos, Alfred Marie Octave Bel realiza sus estudios secundarios en Besançon y acepta una plaza de profesor ayudante en el colegio de Auxerre a los 17 años, antes de embarcarse un año más tarde para el Norte de África donde las posibilidades de desarrollo profesional eran mayores. Profesor ayudante en Blida, se incorpora al Liceo de Orán (Argelia francesa) y enseña durante cinco años antes de llamar la atención del lingüista René Basset decano de la Escuela superior de Letras de Argel, que le lleva a trabajar al Liceo de Argel. En 1899, tras diplomarse en lengua árabe en la Escuela de Letras de Argel, es contratado como profesor de letras en la Madrasa de Tlemecén, en ese momento bajo la dirección de William Marçais, donde reemplaza a Edmond Doutté. Obtiene en 1901 un diploma de estudios superiores de historia y de geografía en la Escuela de Argel. Más tarde es nombrado director de la Madrasa de Tlemecén tras la marcha de Marçais en 1905. Ocupará este cargo durante cerca de treinta años, salvo en un período de dos años y medio entre marzo de 1914 y septiembre de 1916, al ser llamado por el General Lyautey para reformar la enseñanza de los Musulmanes en la región de Fez y de Mequinez, siendo sustituido por Georges Marçais. Aprovecha su estancia marroquí para elaborar un catálogo de los manuscritos de la madrasa Quaraouiyine.
En Tlemecén, bajo la dirección de René Basset y de Edmound Doutté, se vuelca en una vasta empresa de inventario histórico y etnográfico y se interesa sobre todo en el artesanado tradicional, recibiendo al etnólogo y folclorista Arnold Van Gennep en 1911 y 1912. Con su segunda mujer Marguerite Sabot, inspectora de la enseñanza indígena artística, profesional e industrial en Argelia, se implica en la salvaguarda del artesanado tradicional y desarrolla acciones de promoción del turismo cultural, fundando el Syndicat d'initiative de Tlemcen y editando el primer folleto turístico de la región, la guía ilustrada de « Tlemecén y sus alrededores », que conocerá varias reediciones entre 1908 y 1936. Conservador del museo de Tlemecén fundado por William Marçais, enriquece la colección con numerosos documentos epigráficos, numismáticos y arqueológicos. Participa también en la conmemoración del Centenario de la conquista de Argelia y codirige el libro Historia e Historiadores de Argelia.
Jubilado en 1935, funda el año siguiente la Société des Amis du Vieux Tlemcen con el fin de acoger el Segundo congreso de la Fédération des sociétés savantes de l'Afrique du Nord, donde defiende el proyecto de una vasta investigación sobre las industrias tradicionales de los indígenas. El nuevo director de la Madrasa, Philippe Marçais, es movilizado durante la Segunda Guerra Mundial, motivo por el cual Alfred Bel fue nombrado director interino entre 1939-1940. Autor de una obra multiforme que, según William Marçais, « haría honor a dos vidas de estudio » y donde « las ediciones y tradiciones de crónicas, los estudios de arqueología magrebí alternan con las monografías de oficios y las descripciones del mundo que lo rodea y principalmente del pequeño mundo de Tlemecén, esta vieja sociedad urbana, cortesana y piedosamente atada a sus tradiciones, que tiene casi adoptado como uno de los suyos a Alfred Bel», orientó su labor investigadora en la segunda parte de su vida hacia los estudios de historia religiosa. Autor de una decena de trabajos científicos o de folclore local, dejó a su muerte dos volúmenes en preparación de lo que tenía que constituir su obra mayor, La religión musulmana en Berbería, siendo publicado el primer tomo en 1938.

## Obras
- Les Benou Ghanya et leur lutte contre l'Empire almohade, Paris, Leroux, 1903.
- Tlemcen et ses environs, guide illustré du touriste, Oran, Fouque, 1908.
- Histoire des Beni 'Abd-el-Wâd, rois de Tlemcen, par Abou Zakariya Yahia Ibn Khaldoun, texte et traduction, 2 vol., Alger, Fontana frères, 1913.
- avec Prosper Ricard, Le travail de la laine à Tlemcen, Alger, Jourdan, 1913.
- Un atelier de poterie de de faïences au X×10{{{1}}} siècle de J.-C. découvert à Tlemcen, Constantine, Braham, 1914.
- Le Maroc pittoresque : Fès, Meknès et Régions, Paris, 1917.
- Les industries de la céramique à Fès, Alger et Paris, Carbonel et Leroux, 1918.
- Catalogue des livres arabes de la bibliothèque de la mosquée d'El Qarawiyin, Fès, Imprimerie municipale, 1918.
- avec Mohammed Bencheneb, Takmilat es-sila d'Ibn El 'Abbar, texte arabe, Alger, Fontana, 1920.
- Zahrat el-as (la fleur du myrte), fondation de la ville de Fès, par Abou I-Hasan 'Ali Djaznaï, texte et traduction, Alger, Carbonel, 1923.
- La religion musulmane en Berbérie, t. I, « Établissement et développement de l'Islam en Berbérie du VII×10{{{1}}} au XX×10{{{1}}} siècle », Paris, Librairie orientaliste Paul Geuthner, 1938.